# بونديشيري
بونديشيري (بالإنجليزية: Pondicherry)‏ هي عاصمة إقليم بودوتشيري وهي المدينة الأكبر من حيث السكان في الإقليم.